# Финч, Джон
Джон Финч (англ. John Finch, 2 марта 1942, Катэрем — 28 декабря 2012, Суиндон) — британский актёр театра и кино. Играл главные роли в ряде английских экранизациях пьес Шекспира («Макбет» в 1971 году, «Ричард III» в 1978 году, «Генрих IV» в 1979, «Много шума из ничего» в 1984). Начиная с середины 80-х годов снимался, преимущественно, в фильмах ужасов и триллерах.

## Детство
Джон Финч родился 2 марта 1942 года в маленьком английском городке Кэйтерхем, который расположился в одном из «Домашних графств» — Суррее. Его отец был банкиром. В школе Джон участвовал в спектаклях и постановках, а по вечерам играл в фолк-группе. Сразу после окончания школы был призван на службу в военно-воздушные силы.

## Кино и театр
Джон сразу определил для себя, чем бы хотел заниматься в жизни. И после возвращения из армии стал ассистентом режиссёра в театрах Крайдона и Честерфилда, а вскоре испробовал себя и как актёр.
 Его дебют на телевидении состоялся в 1967 году. Ещё через три года он появился на большом экране. Его дебютным фильмом стал фильм ужасов «Любовницы-вампирши». В том же году вышел ещё один фильм с его участием — «Ужас Франкенштейна».
А уже в следующем году он играл Макбета в одноимённой ленте. Режиссёром был Роман Полански.
Параллельно он сыграл небольшую роль в фильме «Воскресенье, проклятое воскресенье», где в главных ролях снимались Питер Финч и Гленда Джексон.
70-е годы оказались лучшими для карьеры Джона Финча. Он снимался у Хичкока в «Исступлении», Роже Вадима в фильме «Верная женщина» с Натали Делон (Бартелеми) — женой Алена Делона, Роберта Болта (сценарист фильмов «Лоуренс Аравийский» и «Красная палатка») в фильме «Леди Каролина Лэм» с Сарой Майлз и Ричардом Чемберленом.
Участвовал в экранизациях Агаты Кристи (Смерть на Ниле) и Томаса Манна («Доктор Фаустус»).
А также сыграл главные роли в нескольких английских экранизациях пьес Шекспира «Много шума из ничего», «Генрих IV», «Ричард III». В 1980 году Финч снялся в главной роли у испанского режиссёра Пилар Миро в драме «Гэри Купер, который на небесах».
В 80-х и в 90-х Финч снимался, в основном, в фильмах ужасов и триллерах.